# Estàsip
Estàsip (Stasippus, Στάσιππος) fou un polític de Tegea, cap del partit oligàrquic favorable a Esparta.
Quan Arquidam III fou enviat el 371 aC per ajudar els seus conciutadans derrotats a Leuctres, Estàsip estava en el poder a Tegea i va ajudar el rei espartà. El 370 aC va resistir a l'assemblea als intents de Cal·libi i Proxè per canviar aliances, i entrar en la federació de ciutats arcàdies o Lliga Arcàdia; llavors el partit rival va decidir la revolta per enderrocar als oligarques però Estàsip els va derrotar en una batalla; la sang vessada li va fer perdre suport; els demòcrates van aconseguir suport de Mantinea i van atacar de nou; Estàsip i alguns dels seus amics foren capturats i els demòcrates van agafar el poder. Estàsip fou condemnat a mort després d'una paròdia de judici.